# Charles Townes
Charles Hard Townes (ur. 28 lipca 1915 w Greenville w stanie Karolina Południowa, zm. 27 stycznia 2015 w Berkeley) – amerykański fizyk, laureat Nagrody Nobla w dziedzinie fizyki w roku 1964 za badania dotyczące elektroniki kwantowej i wynalezienie masera.
Opracował też podstawy naukowe, które doprowadziły do skonstruowania lasera rubinowego przez jego studenta Theodore’a Maimana.

## Życiorys
Studiował fizykę i lingwistykę na Furman University, tytuł Master of Arts uzyskał w roku 1936 na Duke University, doktorat z fizyki otrzymał w California Institute of Technology w roku 1939. Do 1948 roku pracował w Bell Labs. Wykładał na Columbia University, wtedy też rozpoczął prace nad maserem. W latach 1959–1961 był przewodniczącym Institute for Defense Analyses w Waszyngtonie. Przez sześć lat był profesorem w Massachusetts Institute of Technology. W roku 1967 został profesorem na Uniwersytecie Kalifornijskim w Berkeley. Tam rozwinął badania astronomii podczerwieni, które zaowocowały wykryciem lodu i amoniaku w obłokach międzygwiazdowych.

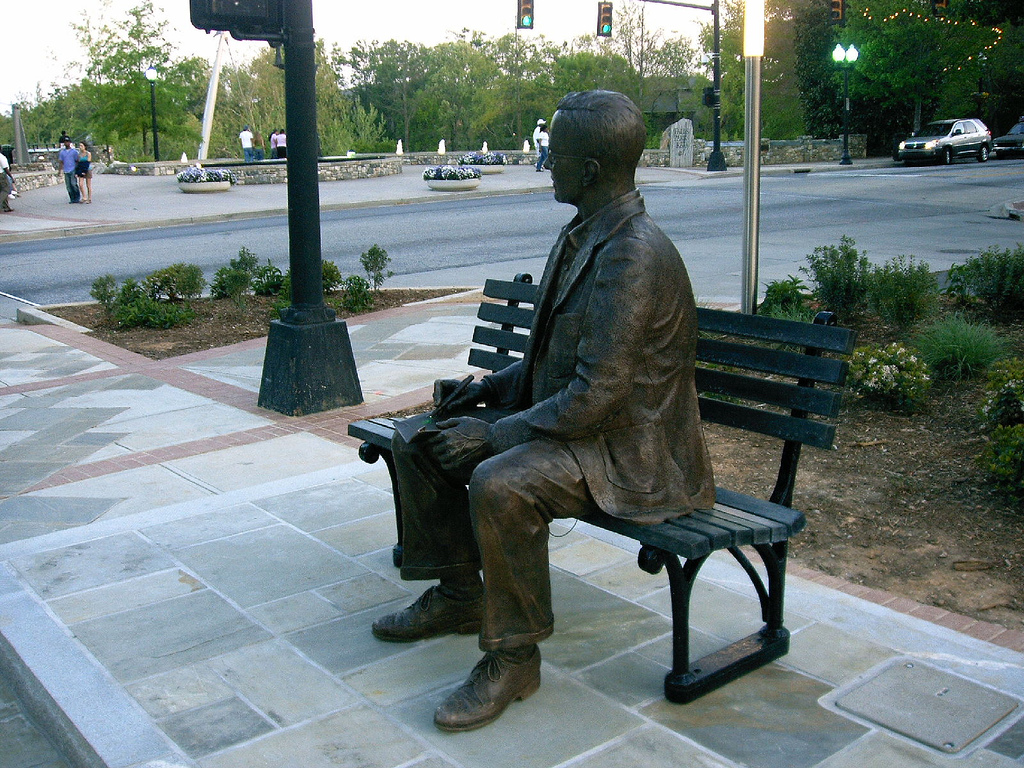
Pomnik Charlesa Townesa w Falls Park (Greenville)

Townes uważał, że nauka nie stoi w sprzeczności z religią: różnice między naukami przyrodniczymi a religią są w większości przypadków sztuczne. Dziedziny te są bardzo sobie bliskie, jeśli popatrzymy na to, co w nich najistotniejsze. Był baptystą, członkiem Papieskiej Akademii Nauk.

## Badania
Charles Townes przyczynił się do skonstruowania pierwszego interferometru astronomicznego. Wraz z Arturem Leonardem Schawlowem opublikował w roku 1955 pracę Microwave Spectroscopy, która była przełomem w badaniach kosmosu w świetle podczerwonym.
W latach 1966–1970 był przewodniczącym komitetu doradczego NASA programu księżycowego Apollo 11.

## Nagrody
Jest laureatem licznych nagród, między innymi:
- 1962 – John Carty Award, przyznanej przez National Academy of Science,
- 1964 – Nagrodę Nobla z dziedziny fizyki za  fundamentalne prace w dziedzinie elektroniki kwantowej, które doprowadziły do skonstruowania oscylatorów i wzmacniaczy bazujących na zasadzie działania masera i lasera[4],
- 1982 – National Medal of Science, przyznany przez prezydenta Ronalda Reagana.
- 1998 – Nagroda Henry Norris Russell Lectureship przyznana przez American Astronomical Society.
- 2005 – Nagroda Templetona przyznawana za pobudzanie wiedzy o Bogu wśród całej ludzkości i przyczynianie się do rozwoju wiary i duchowości z uzasadnieniem, że Townes przyczynia się do usuwania podziałów między nauką a religią.